# Verfassungsdenkmal (Aşgabat)
Das Verfassungsdenkmal von Aşgabat ist eines der höchsten und markantesten Gebäude der turkmenischen Hauptstadt.

## Baugeschichte
Das Bauwerk wurde vom turkmenischen Präsidenten Gurbanguly Berdimuhamedow anlässlich des 20. Jahrestages der Unabhängigkeit des zentralasiatischen Landes in Auftrag gegeben. Mit der Umsetzung wurde das türkische Bauunternehmen Polimeks betraut. Am 18. Mai 2011 wurde das Bauwerk genau 20 Jahre nach der Einführung der turkmenischen Verfassung im Jahr 1991 eröffnet. Bei der feierlichen Eröffnungszeremonie war auch Präsident Berdimuhamedow anwesend.

## Beschreibung
Das Verfassungsdenkmal ist von einem knapp 120.000 Quadratmeter großem Areal umgeben, das mit zahlreichen Springbrunnen, Skulpturen und Grünflächen gestaltet ist. Das Denkmal steht auf einer 10 Meter hohen Plattform, die seitlich von Springbrunnen eingefasst wird und von allen Seiten über Stufen erreicht werden kann. Darauf folgt ein 27 Meter hoher Sockel, der aus Marmor und Glas erbaut wurde. Den zentralen Teil des Denkmals bildet eine 91 Meter hohe Säule, die auf dem Sockel steht. Die Säule verfügt über eine rechteckige Grundfläche. die vier Seiten sind jeweils mit den fünf traditionellen Teppichmustern verziert, die sich auch in der Nationalflagge Turkmenistans wiederfinden. Oberhalb dieser Säule verjüngt sich das Denkmal hinzu einer goldenen Spitze mit einem Halbmond und fünf Sternen.

## Einrichtungen
Das Denkmal hat nicht nur eine Erinnerungsfunktion, sondern wird auch aktiv als Gebäude genutzt. So befinden sich im Unterbau zwei Konferenzsäle mit 200 beziehungsweise 50 Plätzen, ein Museum, eine Bibliothek, eine Cafeteria und ein Souvenirshop. In 27 und 118 Metern Höhe befinden sich Aussichtsplattform, die einen guten Blick über die Stadt bieten.